# Isidoor Huijkman
Isidoor Huijkman (Rotterdam, 20 maart 1909 – Vught, 6 september 1944) was een Nederlandse verzetsstrijder tijdens de Tweede Wereldoorlog.
Huijkman was tijdens de Duitse bezetting werkzaam op het kantoor van de Amsterdamse Brandstof Maatschappij, en was Joods.
Met ingang van 3 mei 1942 moesten alle Joden in Nederland een zogenaamde Jodenster dragen, maar Huijkman besloot dit niet te doen. Hij nam de naam van een overleden oom aan, en ging verder door het leven als ‘Martin van Bremen’.
Hij sloot zich aan bij de KP-Alkmaar, onder leiding van Fritz Conijn.
In de periode april-juli '44 werden er in Noord-Holland veel illegale werkers gearresteerd. Toen begin juli ’44 deze arrestaties steeds dichterbij kwamen 
zochten de overgebleven KP'ers naar alle kanten een goed heenkomen. Huijkman ging samen met zijn ploeggenoot Jan Arie de Groot (‘Jos’) naar Rotterdam-Kralingen, waar zij in de eerste helft van juli ’44 een eigen, onafhankelijke knokploeg vormden: de Ploeg Jos.
Huijkman was tevens actief in de verzorgingsorganisatie H.G. (Hervormde Groep)-Amsterdam (die tot mei 1944 ‘Groep 2000’ heette). Op zijn verzoek kraakte de Ploeg Jos in de nacht van 25 op 26 juli 1944 het Raadhuis te Amstelveen, met hulp van de plaatselijke politieman Anton van den Hurk. Deze kraak werd uitgevoerd ten behoeve van de H.G.-Amsterdam en leverde onder meer een hoeveelheid bonkaarten, ruim vijfhonderd blanco persoonsbewijzen en diverse stempels op.
Als gevolg van een andere arrestatie wordt Huijkman thuis opgepakt op 1 september 1944. Vanuit de Weteringschans in Amsterdam wordt hij overgebracht naar Kamp Vught. 
Op 5 september 1944 – Dolle Dinsdag - en op 6 september wordt in allerijl het kamp ontruimd. Niet alle gevangenen worden op transport gesteld. Op 5 en 6 september worden eenenzeventig mannen omgebracht op de fusilladeplaats nabij het Kamp Vught. Samen met zijn vriend Fritz Conijn laat Isidoor Huijkman op 6 september 1944 het leven voor het executiepeloton.